# Smogorzów (gromada w powiecie buskim)
Smogorzów – dawna gromada, czyli najmniejsza jednostka podziału terytorialnego Polskiej Rzeczypospolitej Ludowej w latach 1954–1972.
Gromady, z gromadzkimi radami narodowymi (GRN) jako organami władzy najniższego stopnia na wsi, funkcjonowały od reformy reorganizującej administrację wiejską przeprowadzonej jesienią 1954 do momentu ich zniesienia z dniem 1 stycznia 1973, tym samym wypierając organizację gminną w latach 1954–1972.
Gromadę Smogorzów z siedzibą GRN w Smogorzowie utworzono – jako jedną z 8759 gromad na obszarze Polski – w powiecie buskim w woj. kieleckim, na mocy uchwały nr 13a/54 WRN w Kielcach z dnia 29 września 1954. W skład jednostki weszły obszary dotychczasowych gromad Smogorzów, Sułkowice i Konary ze zniesionej gminy Pęczelice oraz Topola ze zniesionej gminy Szczytniki w tymże powiecie. Dla gromady ustalono 17 członków gromadzkiej rady narodowej.
Gromadę zniesiono 31 grudnia 1959, a jej obszar włączono do gromad Szczaworyż (wsie Smogorzów, Sułkowice i Konary oraz kolonie Zakupnicy, Smogorzów, Sułkowice, Jagodnica, Błonie, Kamienna Góra, Dębina Konarska i Plebanki) i Stopnica (wieś Topola).